# بطولة أمم أوروبا 2004
أقيمت بطولة أمم أوروبا 2004 في البرتغال، في الفترة ما بين 12 يونيو 2004 و4 يوليو 2004، وقد كانت المرة الأولى التي تقام في البرتغال.
واعتبر الاتحاد الأوروبي لكرة القدم هذه البطولة هي الأفضل على مر التاريخ، وذلك لكثرة المفاجآت فيها، حيث خرج كل من المنتخبات الألماني والإيطالي والأسباني من الدور الأولى، بينما أطاح المنتخب اليوناني بالمنتخب الفرنسي حامل اللقب، وخسر المنتخب البرتغالي في المباراة النهائية أمام المنتخب اليوناني بنتيجة (1-0)، وقد سجل الهدف اللاعب أنجيلوس خاريستياس، بعد أن فاز المنتخب اليوناني على المنتخب البرتغالي في افتتاحية البطولة وانتهت المباراة (2-1) لصالح اليونان، وهي أول مرة يلتقي نفس الفريقان في المباراة الافتتاحية والنهائية.

## الفرق المتأهلة

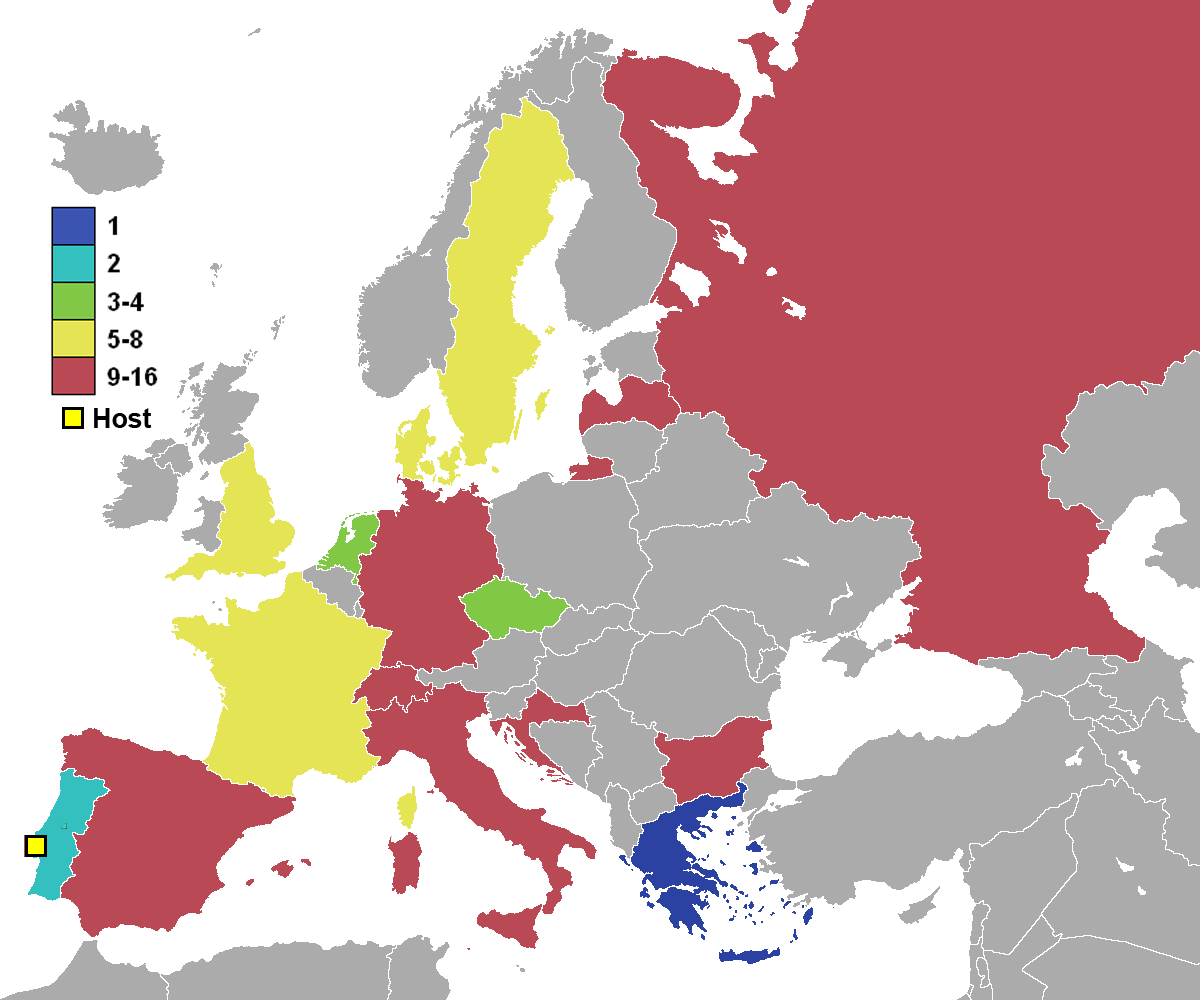
المتأهلين لنهائيات يورو 2004.

الفرق الستة عشرة المتأهلة هي :
| - بلغاريا - كرواتيا - التشيك - الدنمارك - إنجلترا - فرنسا - ألمانيا - اليونان | - إيطاليا - لاتيفيا - هولندا - البرتغال - روسيا - إسبانيا - السويد - سويسرا |  |

## الملاعب
| لشبونة                      | لشبونة                                                           | بورتو                          |
| --------------------------- | ---------------------------------------------------------------- | ------------------------------ |
| ملعب الضوء                  | ملعب جوسيه ألفالادي                                              | ملعب التنين                    |
| السعة: 65,646               | السعة: 50,466                                                    | السعة: 50,476                  |
| Estádio da Luz              | Estádio José Alvalade XXI                                        | Estádio do Dragão              |
| أفايرو                      | براغا غيمارايس بورتو أفيرو قلمرية ليريا لشبونة فارو لولي (مدينة) | قلمرية                         |
| ملعب البلدية دي أفييرو      | براغا غيمارايس بورتو أفيرو قلمرية ليريا لشبونة فارو لولي (مدينة) | ملعب سيداد دي كويمبرا          |
| السعة: 30,970               | براغا غيمارايس بورتو أفيرو قلمرية ليريا لشبونة فارو لولي (مدينة) | السعة: 30,210                  |
| Estádio Municipal de Aveiro | براغا غيمارايس بورتو أفيرو قلمرية ليريا لشبونة فارو لولي (مدينة) | Estádio Cidade de Coimbra      |
| براغا                       | براغا غيمارايس بورتو أفيرو قلمرية ليريا لشبونة فارو لولي (مدينة) | غيمارايس                       |
| ملعب بلدية دي براغا         | براغا غيمارايس بورتو أفيرو قلمرية ليريا لشبونة فارو لولي (مدينة) | ملعب د. أفونسو أنريكي          |
| السعة: 30,154               | براغا غيمارايس بورتو أفيرو قلمرية ليريا لشبونة فارو لولي (مدينة) | السعة: 30,146                  |
| Estádio Municipal de Braga  | براغا غيمارايس بورتو أفيرو قلمرية ليريا لشبونة فارو لولي (مدينة) | Estádio Municipal de Guimarães |
| فارو/لولي (مدينة)           | بورتو                                                            | لاريا                          |
| ملعب ألغارفي                | ملعب دو بيسا                                                     | ملعب د. ماغالهايس بيسوا        |
| السعة: 30,002               | السعة: 28,263                                                    | السعة: 23,850                  |
| Estádio do Algarve          | Estádio Bessa XXI                                                | Estádio Dr. Magalhães Pessoa   |

## البطولة

### المجموعة الأولى
| الفريق   | نقاط | لعب | فوز | تعادل | خسارة | له من الأهداف | عليه من الأهداف | +/- |
| -------- | ---- | --- | --- | ----- | ----- | ------------- | --------------- | --- |
| البرتغال | 6    | 3   | 2   | 0     | 1     | 4             | 2               | +2  |
| اليونان  | 4    | 3   | 1   | 1     | 1     | 4             | 4               | 0   |
| إسبانيا  | 4    | 3   | 1   | 1     | 1     | 2             | 2               | 0   |
| روسيا    | 3    | 3   | 1   | 0     | 2     | 2             | 4               | −2  |

| البرتغال          | 2:1 | اليونان                           |
| ----------------- | --- | --------------------------------- |
| كريستيانو رونالدو |     | جيورجوس كاراغونيس أنجيلوس باسيناس |

| إسبانيا             | 0:1 | روسيا |
| ------------------- | --- | ----- |
| خوان كارلوس فاليرون |     |       |

| اليونان           | 1:1 | إسبانيا           |
| ----------------- | --- | ----------------- |
| أنجيلوس خاريستياس |     | فيرناندو موريانتس |

| البرتغال        | 0:2 | روسيا |
| --------------- | --- | ----- |
| مانيش روي كوستا |     |       |

| البرتغال   | 0:1 | إسبانيا |
| ---------- | --- | ------- |
| نونو غوميز |     |         |

| اليونان      | 2:1 | روسيا                           |
| ------------ | --- | ------------------------------- |
| زيسيس فريزاس |     | دميتري كيريتشينكو دميتري بوليكن |

### المجموعة الثانية
| الفريق  | نقاط | لعب | فوز | تعادل | خسارة | له من الأهداف | عليه من الأهداف | +/- |
| ------- | ---- | --- | --- | ----- | ----- | ------------- | --------------- | --- |
| فرنسا   | 7    | 3   | 2   | 1     | 0     | 7             | 4               | +3  |
| إنجلترا | 6    | 3   | 2   | 0     | 1     | 8             | 4               | +4  |
| كرواتيا | 2    | 3   | 0   | 2     | 1     | 4             | 6               | −2  |
| سويسرا  | 1    | 3   | 0   | 1     | 2     | 1             | 6               | −5  |

| سويسرا | 0:0 | كرواتيا |
| ------ | --- | ------- |
|        |     |         |

| إنجلترا       | 2:1 | فرنسا           |
| ------------- | --- | --------------- |
| فرانك لامبارد |     | زين الدين زيدان |

| إنجلترا                | 0:3 | سويسرا |
| ---------------------- | --- | ------ |
| واين روني ستيفن جيرارد |     |        |

| فرنسا                                    | 2:2 | كرواتيا                  |
| ---------------------------------------- | --- | ------------------------ |
| إيغور تيودور خطأ في مرماه ديفيد تريزيغيه |     | ميلان راباييتش دادو برشو |

| إنجلترا                           | 2:4 | كرواتيا                  |
| --------------------------------- | --- | ------------------------ |
| بول سكولز واين روني فرانك لامبارد |     | نيكو كوفاتش إيغور تيودور |

| فرنسا                     | 1:3 | سويسرا          |
| ------------------------- | --- | --------------- |
| زين الدين زيدان تيري هنري |     | يوهان فونلانثون |

### المجموعة الثالثة
| الفريق   | نقاط | لعب | فوز | تعادل | خسارة | له من الأهداف | عليه من الأهداف | +/- |
| -------- | ---- | --- | --- | ----- | ----- | ------------- | --------------- | --- |
| السويد   | 5    | 3   | 1   | 2     | 0     | 8             | 3               | +5  |
| الدنمارك | 5    | 3   | 1   | 2     | 0     | 4             | 2               | +2  |
| إيطاليا  | 5    | 3   | 1   | 2     | 0     | 3             | 2               | +1  |
| بلغاريا  | 0    | 3   | 0   | 0     | 3     | 1             | 9               | −8  |

| الدنمارك | 0:0 | إيطاليا |
| -------- | --- | ------- |
|          |     |         |

| السويد                                                      | 0:5 | بلغاريا |
| ----------------------------------------------------------- | --- | ------- |
| فريدرك ليونبرغ هنريك لارسون زلاتان إبراهيموفتش ماركوس ألباك |     |         |

| الدنمارك                      | 0:2 | بلغاريا |
| ----------------------------- | --- | ------- |
| يون دال توماسون يسبر غرونكيار |     |         |

| السويد             | 1:1 | إيطاليا        |
| ------------------ | --- | -------------- |
| زلاتان إبراهيموفتش |     | أنتونيو كاسانو |

| إيطاليا                      | 1:2 | بلغاريا     |
| ---------------------------- | --- | ----------- |
| سيموني بيروتا أنتونيو كاسانو |     | مارتن بتروف |

| السويد                     | 2:2 | الدنمارك        |
| -------------------------- | --- | --------------- |
| هنريك لارسون ماتياس يونسون |     | يون دال توماسون |

### المجموعة الرابعة
| الفريق         | نقاط | لعب | فوز | تعادل | خسارة | له من الأهداف | عليه من الأهداف | +/- |
| -------------- | ---- | --- | --- | ----- | ----- | ------------- | --------------- | --- |
| جمهورية التشيك | 9    | 3   | 3   | 0     | 0     | 7             | 4               | +3  |
| هولندا         | 4    | 3   | 1   | 1     | 1     | 6             | 4               | +2  |
| ألمانيا        | 2    | 3   | 0   | 2     | 1     | 2             | 3               | −1  |
| لاتفيا         | 1    | 3   | 0   | 1     | 2     | 1             | 5               | −4  |

| التشيك                  | 1:2 | لاتفيا            |
| ----------------------- | --- | ----------------- |
| ميلان باروش ماريك هاينز |     | ماريس فيرباكوفسكس |

| هولندا      | 1:1 | ألمانيا        |
| ----------- | --- | -------------- |
| فان نستلروي |     | تروستين فرينغز |

| ألمانيا | 0:0 | لاتفيا |
| ------- | --- | ------ |
|         |     |        |

| التشيك                               | 2:3 | هولندا                   |
| ------------------------------------ | --- | ------------------------ |
| يان كولر ميلان باروش فلاديمير سميتشر |     | ويلفريد بوما فان نستلروي |

| هولندا               | 0:3 | لاتفيا |
| -------------------- | --- | ------ |
| فان نستلروي روي مكاي |     |        |

| ألمانيا       | 2:1 | التشيك                  |
| ------------- | --- | ----------------------- |
| ميشائيل بالاك |     | ماريك هاينز ميلان باروش |

## الدور ربع النهائي

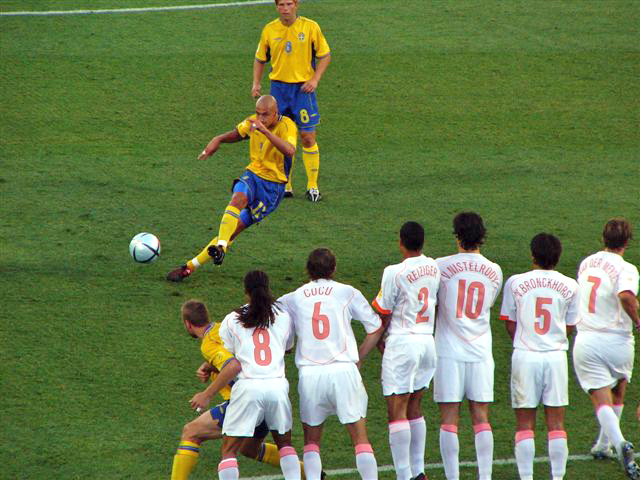
مباراة السويد وهولندا

| البرتغال                | 2:2 (5:6) | إنجلترا                  |
| ----------------------- | --------- | ------------------------ |
| هيلدر بوستيغا روي كوستا |           | مايكل أوين فرانك لامبارد |

| اليونان           | 0:1 | فرنسا |
| ----------------- | --- | ----- |
| أنجيلوس خاريستياس |     |       |

| السويد | 0:0 (5:4) | هولندا |
| ------ | --------- | ------ |
|        |           |        |

| التشيك               | 0:3 | الدنمارك |
| -------------------- | --- | -------- |
| يان كولر ميلان باروش |     |          |

## الدور النصف نهائي
| البرتغال                | 1:2 | هولندا                     |
| ----------------------- | --- | -------------------------- |
| كريستيانو رونالدو مانيش |     | جورجي أندراده خطأ في مرماه |

| اليونان       | 0:1 | التشيك |
| ------------- | --- | ------ |
| تراينوس ديلاس |     |        |

## النهائي
| البرتغال | 1:0 | اليونان           |
| -------- | --- | ----------------- |
|          |     | أنجيلوس خاريستياس |

## إحصاءات

### الهداف
خمسة أهداف
- ميلان باروش

أربعة أهداف
- واين روني
- رود فان نستلروي

ثلاثة أهداف
- جون دال توماسون
- فرانك لامبارد
- زين الدين زيدان
- أنجيلوس خاريستياس
- هنريك لارسون

هدفين
- مارك هاينز
- يان كولر
- تيري هنري
- أنتونيو كاسانو
- كريستيانو رونالدو
- مانيش
- روي كوستا
- زلاتان أبراهيموفيتش

هدف
- مارتن بتروف
- دادو برشو
- إيغور تيودور
- ميلان راباييتش
- نيكو كوفاتش
- فلاديمير سميتشر
- يسبر غرونكيار
- مايكل أوين
- بول سكولز
- ستيفن جيرارد
- ديفيد تريزيغيه
- ميشائيل بالاك
- تورستن فرينغز
- أنجيلوس باسيناس
- جيورجوس كاراغونيس
- ترايانوس ديلاس
- زيسيس فريزاس
- سيموني بيروتا
- مارس فيرباكوفسكيس
- روي مكاي
- ويلفريد بوما
- هيلدر بوستيغا
- نونو غوميز
- فرناندو موريانتس
- خوان كارلوس فاليرون
- فريدريك ليونبرغ
- ماركوس ألباك
- ماتياس ينسون
- دميتري بوليكن
- دميتري كيريتشينكو
- يوهان فونلانثون

#### أهداف خطأ في مرمى فريقه
- إيغور تيودور (كرواتيا × فرنسا)
- جورجي أندراده (البرتغال × هولندا)

### معدل التهديف
2,48 هدف في المباراة الواحدة

## وصلات خارجية
- إحصائيات البطولة